# Ödesböle
Ödesbölen är rester av boplatser som övergavs redan under medeltiden. I regel handlar det om småbruk i skogslandskapet som lämnades på grund av krig och farsoter. Under pestens härjningar på 1300-talet ödelades många gårdar runt om i landet, men detta är antagligen inte den enda förklaringen till ödesbölenas uppkomst. 
Flest ödesbölen finns i Jämtland.
Ofta är dessa lämningar, som i regel består av husgrunder och spår av åkerbruk, svåra att upptäcka. Många gånger blir de synliga efter skogsavverkningar. De jämtländska ödesbölena återfinns ofta i sluttande terräng, vilket lett till att åkrarna avslutas med höga jordterrasser som skapats genom år av plöjning som flyttat jorden nedåt.